# Musikantendampfer
Der Musikantendampfer ist eine ehemalige Unterhaltungsshow im deutschen Fernsehen.

## Geschichte
Nachdem die ARD nach Neugründung des rbb-Fernsehens 2003 die Musikantenscheune aus dem Programm nahm, wurde für diesen Tochtersender von Das Erste ein neues Unterhaltungsformat entwickelt. Zunächst war Petra Kusch-Lück als Moderatorin dafür vorgesehen, als diese jedoch absagte – übernahm im August 2003 zunächst der Schlagersänger Patrick Lindner die Präsentation. Von 2004 an war Maxi Arland der „Kapitän“ des Musikantendampfers. In seiner ersten ARD-Sendung hatte er bereits Thomas Gottschalk als öffentlich-rechtliche Konkurrenz am Samstagabend. Zeitweise wurde die Sendung fester Bestandteil des ARD-Unterhaltungsprogramms mit einer konstanten Einschaltquote von bis zu 5. Mio. Zuschauern.
Zum Grundgerüst der Show zählte ein historischer Dampfer, mit dem der Moderator verschiedene Regionen
Deutschlands und Österreichs auf dem Wasser erkundete. Während der Reiseroute hielt man an prägnanten Orten an, um musikalische Gäste zu empfangen.
Jeweils im Sommer sendete Das Erste eine Ausgabe des Musikantendampfers im Samstagabendprogramm. Die Dritten Programme (NDR, rbb-Fernsehen, hr-Fernsehen und MDR) wiederholen die Ausgaben dann zu einem späteren Zeitpunkt. Im Frühjahr 2007 ging der Musikantendampfer erstmals auf Deutschlandtournee, diese wurde 2009 und 2010 mit jeweils wechselnden Interpreten der volkstümlichen Musik und des Schlagers unter der Moderation Arlands erneut veranstaltet. Am Samstag, den 27. August 2011 lief in der ARD letztmals ein neuer Musikantendampfer, dieser wurde am Montag, den 29. August 2011 wiederholt. Danach gab es nur noch in verschiedenen dritten Programmen Wiederholungen.